# Оратор

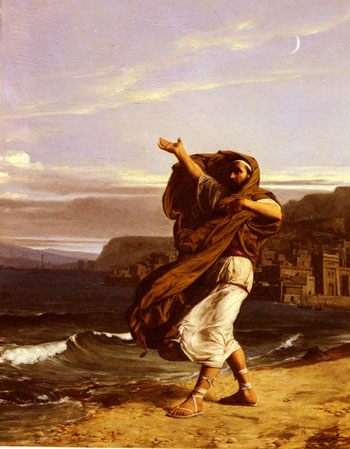
Демосфен навчається ораторському мистецтву. Картина Жана Леконта дю Нюї

Оратор (лат. oro — «говорю»), красномо́вець, ритор, златоуст — той, хто виголошує промову, а також людина, що володіє даром красномовства або володіє ораторським мистецтвом.

## Історія
Значна роль публічного оратора можлива зазвичай лише в демократичному суспільстві, де можливості умілого оратора зіставні, а часто і перевершують можливості воїнів, політиків, підприємців. Відомі випадки захоплення влади завдяки лише красномовству.[джерело?] Хоча красномовство грало дуже велику роль в історії багатьох культур (наприклад пророки в стародавній Юдеї), воно стало професією лише в демократичних державах Стародавньої Греції, оскільки там вперше з'явилася публічна політика і публічний суд. Тоді ж з'явилася і спеціальна наука про ораторське мистецтво — риторика, і професія вчителя ораторського мистецтва — ритора. Поки старогрецькі держави залишалися демократичними, оратори залишалися головними діячами політичної сцени. Ту саму роль грали і політичні оратори в республіканський період Стародавнього Риму.

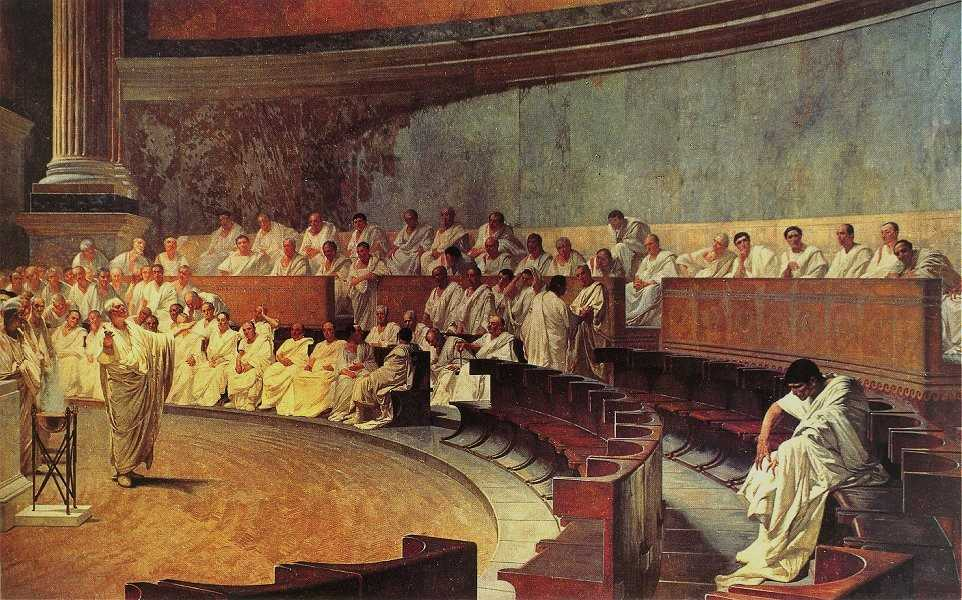
Цицерон виступає в Сенаті Риму, фрески Цезаря Маккарі, 1882–88

У державах еллінізму і Римській імперії оратор перестав бути політичною фігурою, хоча продовжували існувати судові оратори, працювали риторські школи. Проте з появою християнства ситуація змінюється. І для пізньої античності, і для Середніх віків, і для раннього Нового часу релігійний проповідник — фігура, за впливовістю зіставна з королем або князем церкви. Хрестоматійний приклад — проповідь Петра д'Альбі, що привела до організації першого хрестового походу. У епоху Відродження знову, як і в пізній античності, зростає значення естетичної складової ораторського мистецтва. Типова фігура епохи — придворний оратор, автор панегіриків (як різновид придворного літератора). У епоху Реформації і Контрреформації знову набувають ваги проповідники. У Новий час, з переходом до демократичного типа державного пристрою, знову головним типом політика стає політичний оратор, головним типом юриста — судовий оратор. Лише друга половина XX століття, з її орієнтацією на візуальну культуру, тіснить оратора з політичної сфери.

## Типи
Типи: раціонально-логічний, емоційно-інтуїтивний, філософський, ліричний

## Знамениті оратори

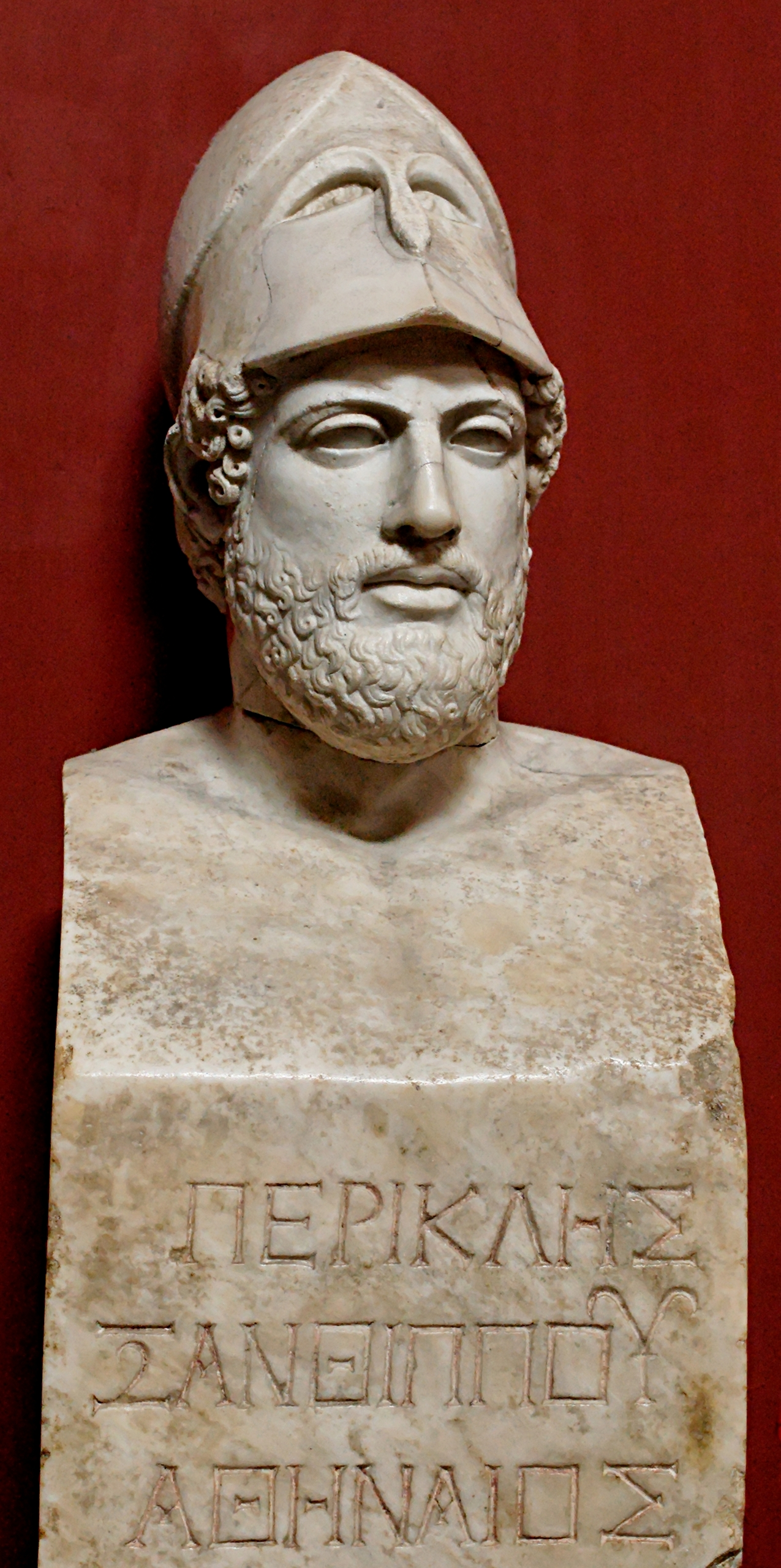
Перикл

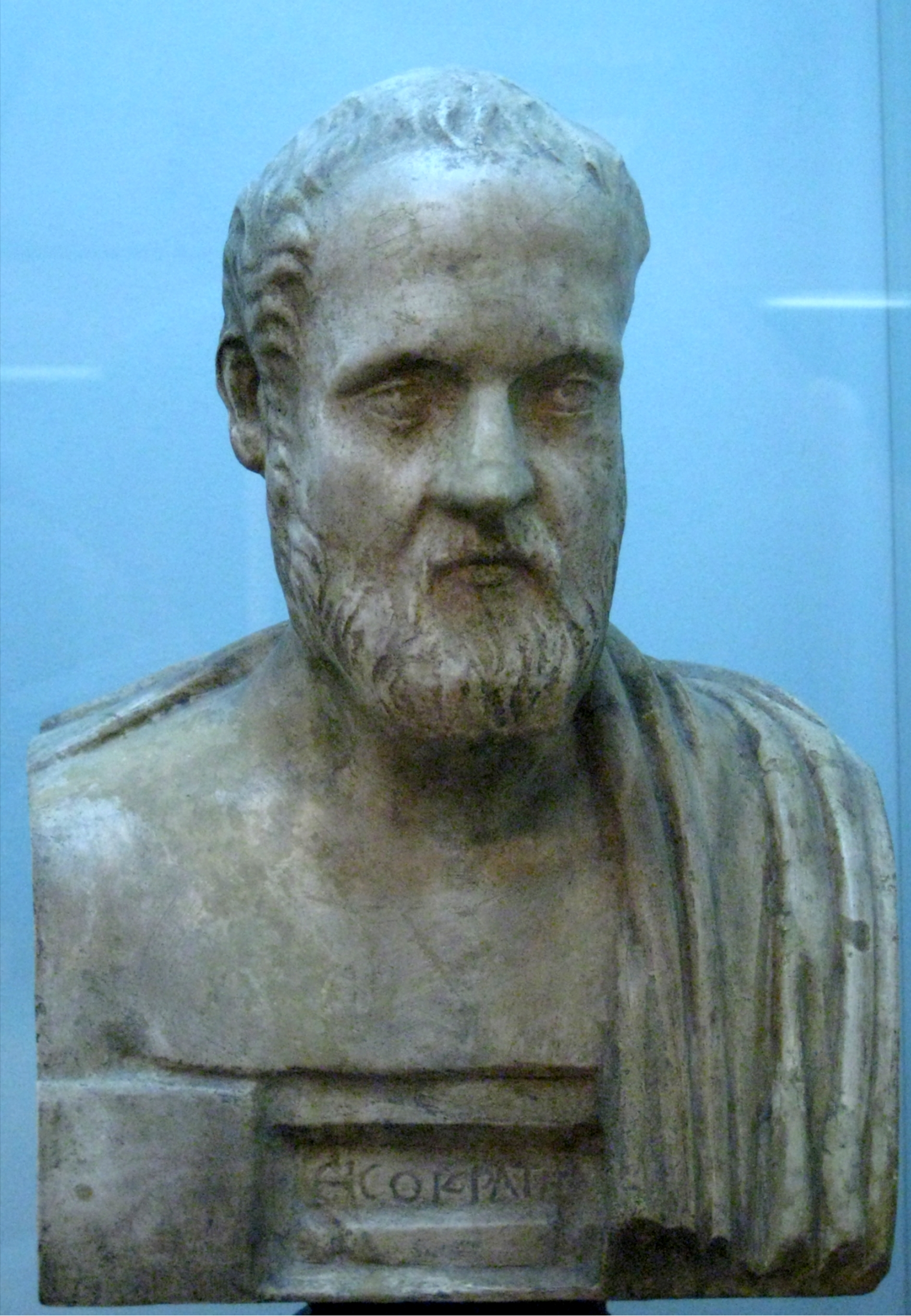
Герма Ісократа

### Грецькі оратори
- Перикл
- Клеон
- Горгій
- Лісій
- Ісократ
- Ісей
- Лікург
- Гіперид
- Есхін
- Демад
- Демосфен
- Андокід
- Аристотель
- Сократ
- Платон
- Аспасія

### Римські оратори
- Катон Старший
- С. Гальба
- Гракх
- Марк Антоній
- Л. Красс
- Юлій Цезар
- Цицерон
- Калидій

### Середньовічні оратори
- Петро Пустинник

### Оратори XVIII століття
- Джон Генлі
- Оноре Габріель Мірабо
- Жорж Жак Дантон
- Максиміліан Робесп'єр
- Луї Антуан Сен-Жюст

### Оратори XIXстоліття
- Абд аль-Кадир
- Авраам Лінкольн
- Бріан, Вільям Дженнінгс
- Дуглас, Фредерік
- Ральф Волдо Емерсон
- Інгресолл, Роберт Грін
- Уебстер, Деніел
- Жан Жорес

### Оратори XX століття
- Адольф Гітлер
- Шарль де Голль
- Зульфікар Алі Бхутто
- Троцький Лев Давидович
- Фідель Кастро
- Джон Фіцджеральд Кеннеді
- Мартін Лютер Кінг
- Ленін Володимир Ілліч
- Беніто Муссоліні
- Рональд Рейган
- Пауль Йозеф Геббельс
- Вінстон Черчилль
- Франклін Делано Рузвельт
- Дейл Карнегі
- Йосип Віссаріонович Сталін